# Monika Paulikienė
Monika Paulikienė née Povilaitytė (Kelmė, 30 augustus 1994) is een Litouwse beachvolleybalspeler. Ze werd zowel Europees als wereldkampioen bij de junioren en nam eenmaal deel aan de Olympische Spelen.

## Carrière

### 2007 tot en met 2018
Paulikienė deed in 2007 met Rūta Bukantyitė mee aan de EK onder 18 in Brno en de EK onder 20 in Den Haag. Het jaar daarop kwam ze met Ieva Dumbauskaitė in actie op de EK onder 18 in Loutraki. Van 2011 tot en met 2018 vormde Paulikienė een vast team met Dumbauskaitė. Ze bereikten in 2011 de achtste finales van de WK onder 19 in Umag en de EK onder 20 in Tel Aviv. In eigen land werden ze Europees kampioen in de leeftijdscategorie onder de 18 jaar door het Zwitserse tweetal Nina Betschart en Nicole Eiholzer in de finale te verslaan. Het jaar daarop werd het duo in Larnaca wereldkampioen onder de 19 ten koste Karoliną Baran en Katarzyna Kociołek uit Polen. Bij de EK onder 20 in Hartberg wonnen ze de bronzen medaille en bij de EK onder 23 in Assen eindigden ze als negende. In Den Haag namen Paulikienė en Dumbauskaitė deel aan de Europese kampioenschappen voor de senioren, waar ze na drie nederlagen niet verder kwamen dan de groepsfase. In 2013 debuteerde het duo in de FIVB World Tour. Ze deden mee aan vier toernooien met als beste resultaat een zeventiende plaats in Anapa. Bij de wereldkampioenschappen in Stare Jabłonki was de groepsfase na drie nederlagen het eindstation, net als bij de EK in Klagenfurt. Bij de EK onder 20 in Vilnius eindigden ze als vierde en bij de WK onder 21 in Umag bereikten ze de kwartfinale. Bij de EK onder 22 in Varna en de WK onder 23 in Mysłowice bleven ze steken in de achtste finales.
Het seizoen daarop noteerden Paulikienė en Dumbauskaitė met een negende plaats in Anapa hun eerste toptienklassering in de World Tour. Bij de EK in Cagliari strandde het duo na drie nederlagen in de groepsfase. Bij de WK onder 21 in Larnaca wonnen ze het zilver achter de Canadezen Sophie Bukovec en Tiadora Miric. Bij de EK onder 22 in Fethiye en de WK onder 23 in Mysłowice eindigden ze op een negende plaats. In 2015 was een zeventiende plaats in Sotsji het beste resultaat in vier internationale optredens. Bij de Europese Spelen in Bakoe wonnen ze wedstrijd om het brons van het Italiaanse tweetal Laura Giombini en Giulia Toti. Bij de EK in Klagenfurt werden ze in de tussenronde uitgeschakeld door de Russen Jevgenija Oekolova en Jekaterina Birlova. In Macedo de Cavaleiros behaalden Paulikienė en Dumbauskaitė de bronzen medaille bij de EK onder 22. Het jaar daarop kwam het duo bij vier FIVB-toernooien niet voorbij de kwalificaties en was de groepsfase bij de EK in Biel/Bienne opnieuw het eindstation. In 2017 eindigden ze voor het eerst op het podium in de World Tour: bij de 1-ster-toernooien van Jiangning en Nantong werden ze derde. Bij de EK in Jūrmala strandden ze in de tussenronde tegen Jekaterina Birlova en Nadezjda Makrogoezova. Het daaropvolgende seizoen was een negende plaats in Qinzhou in vier wedstrijden het beste resultaat.

### 2019 tot en met 2024

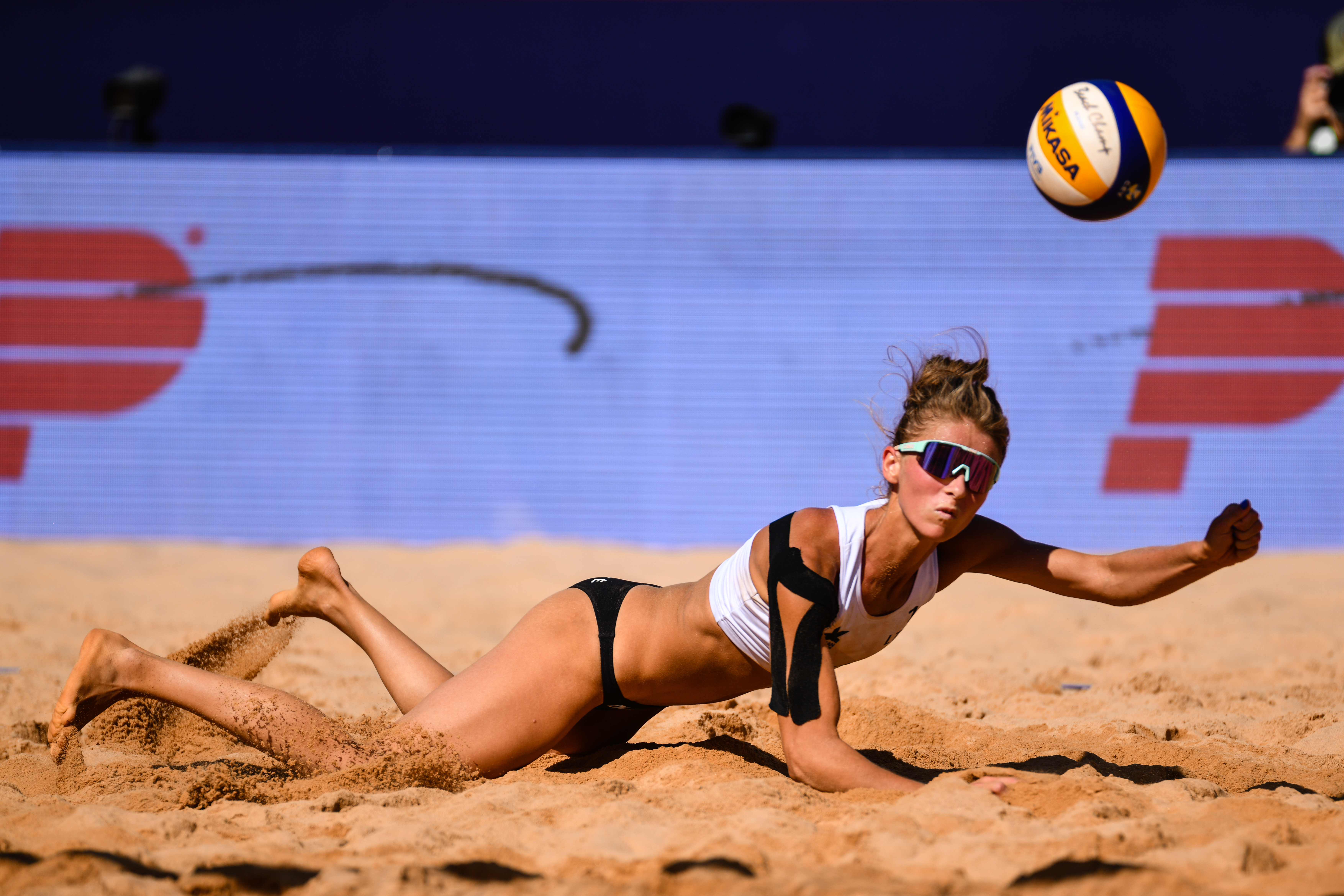
Paulikienė in actie bij de EK in München (2022)

Van 2019 tot en met 2021 was Paulikienė met Urtė Andriukaitytė actief in de Litouwse en Letse competities. In 2022 speelde ze met Erika Kliokmanaitė. Ze deden dat jaar mee aan zes toernooien in de Beach Pro Tour – de opvolger van de World Tour. Ze wonnen in eigen land het Future-toernooi van Klaipėda en kwamen bij de Challenge-toernooien van Doha en Agadir tot een negende plaats. Bij de EK in München strandden ze na twee nederlagen in de groepsfase. In december dat jaar won ze met Ainė Raupelytė brons bij het Future-toernooi van Den Haag. Het seizoen daarop vormden Paulikienė en Raupelytė een vast team. Ze namen deel aan twaalf toernooien in de mondiale competitie en kwamen daarbij tot twee vierde plaatsen (Saquarema en Haikou). Bij de EK in Wenen verloren ze in de kwartfinale van Joana Mäder en Anouk Vergé-Dépré. Bij de WK in Tlacxala werden ze in de zestiende finale uitgeschakeld door Ana Patrícia Ramos en Duda Lisboa.
In 2024 deed het duo mee aan zestien toernooien in de Beach Pro Tour. Ze wonnen de bronzen medaille bij het Challenge-toernooi van Recife ten koste van het Duitse tweetal Sandra Ittlinger en Karla Borger. In Xiamen en Chennai eindigden ze op een vierde plaats en in Guadalajara en bij het Elite16-toernooi van Hamburg bereikten ze de kwartfinales. Paulikienė en Raupelytė plaatsten zich via de olympische ranglijst voor de Olympische Spelen in Parijs. Daar strandden ze na drie nederlagen in de groepsfase. Bij de EK in Nederland bereikte het duo de halve finale, waar Valentina Gottardi en Marta Menegatti in drie sets te sterk waren. In de wedstrijd om het brons verloren ze van de Zwitsers Esmée Böbner en Zoé Vergé-Dépré, waardoor ze als vierde eindigden.

## Palmares
Kampioenschappen
- 2011:  EK U18
- 2012:  WK U19
- 2012:  EK U20
- 2014:  WK U21
- 2015:  Europese Spelen
- 2015:  EK U22

FIVB World Tour
- 2017:  2* Jiangning
- 2017:  2* Nantong

Beach Pro Tour
- 2022:  Klaipėda Future
- 2022:  Den Haag Future
- 2024:  Recife Challenge

## Persoonlijk
Paulikienė trouwde in 2019 met Simas Paulikas en nam zijn achternaam aan. Het echtpaar heeft twee kinderen.